# 구글 데이터 리버레이션 프론트
구글 데이터 리버레이션 프론트(Google Data Liberation Front)는 사용자가 구글 제품 안팎으로 데이터를 더 쉽게 이동할 수 있도록 하는 것을 목표로 하는 구글의 엔지니어링 팀이다. 구글 제품을 '해방'하는 방법에 대해 구글 내 다른 엔지니어링 팀과 협의하는 팀은 현재 27개 제품을 지원한다. 데이터 해방 전선의 목적은 개인이나 회사가 서비스 사용을 중단한 후 구글에서 데이터를 이전할 수 있도록 하는 것이다.

## 구글 테이크아웃
2011년 6월 28일, 구글의 데이터 리버레이션 프론트 엔지니어링 팀은 4년의 개발 끝에 구글 사용자가 지원되는 서비스에서 데이터를 내보낼 수 있는 구글 테이크아웃이라는 첫 번째 제품을 출시했다.
- 구글 버즈 - 2011년 6월 28일 해방(liberated)
- 구글+, 구글 주소록 - 2011년 6월 28일 해방
- 피카사 웹 앨범 - 2011년 6월 28일 해방
- 구글 계정 - 2011년 6월 28일 해방
- 구글 스트림 - 2011년 6월 28일 해방
- +1 - 2011년 7월 15일 해방
- 구글 캘린더 - 2011년 8월 1일 해방
- 구글 보이스 - 2011년 9월 6일 해방
- 구글 챗 로그 - 2011년 9월 15일 해방
- 구글 문서도구 - 2012년 1월 24일 해방
- 유튜브 - 2012년 9월 26일 해방
- 구글 캘린더 - 2013년 12월 5일 해방
- Gmail - 2013년 12월 5일 해방

## 같이 보기
- 데이터 이동
- 일반 데이터 보호 규칙